# Sainte-Bazeille

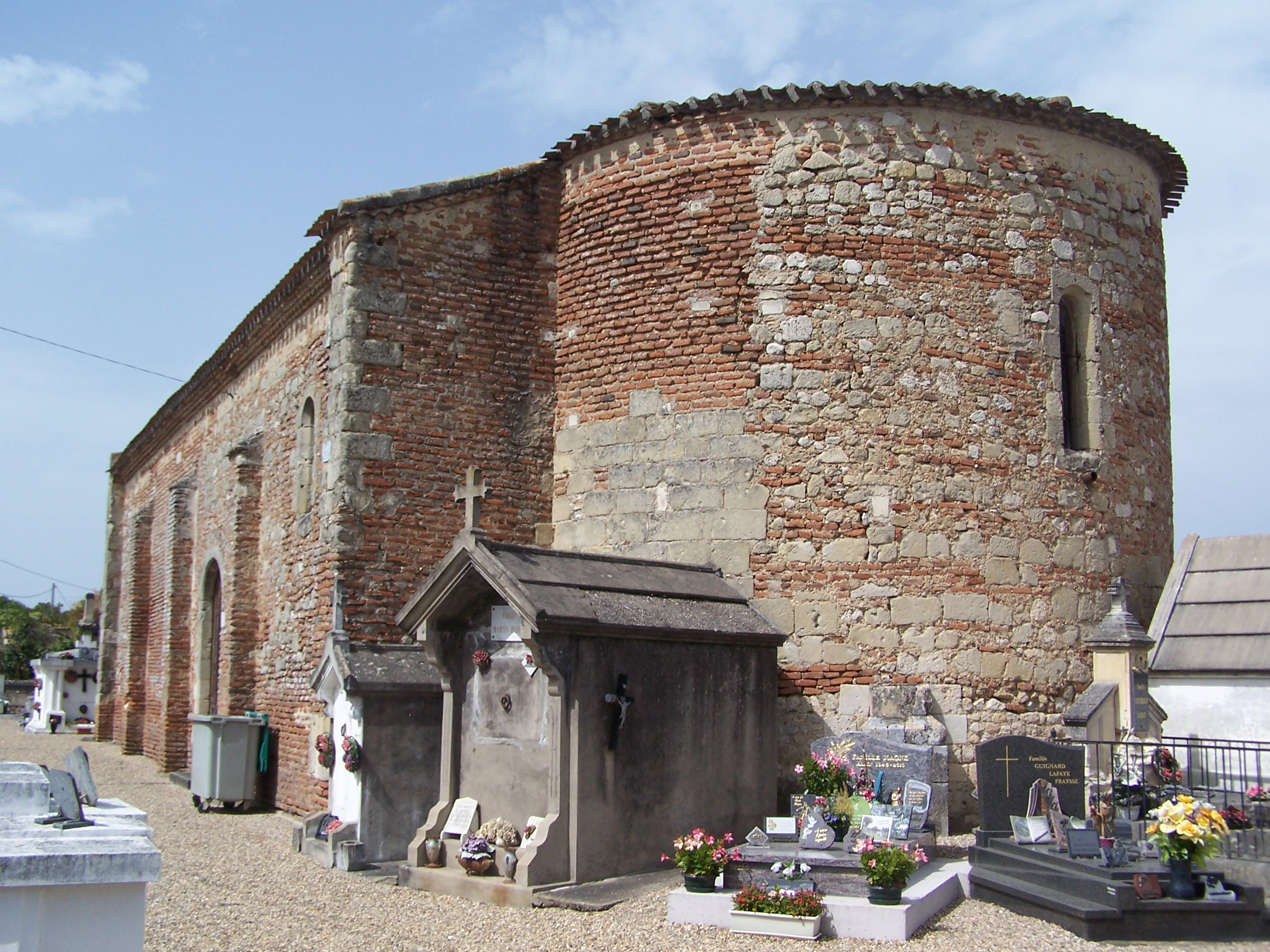
Sainte-Bazeille – Kirche von Südosten

Sainte-Bazeille (okzitanisch Senta Vaselha) ist ein Dorf und das Zentrum einer aus mehreren Weilern und Einzelgehöften bestehenden südfranzösischen Gemeinde mit 3.183 Einwohnern (Stand: 1. Januar 2022) im Département Lot-et-Garonne in der Region Nouvelle-Aquitaine.

## Lage und Klima
Sainte-Bazeille liegt in der historischen Provinz des Agenais ca. 75 Kilometer nordwestlich der Stadt Agen auf einer Höhe von knapp 30 m am Fluss Garonne, in welchen ca. einen Kilometer entfernt die Gupie mündet. Das Weinbaugebiet der Côtes du Marmandais reicht in die Gemeinde hinein. Das Klima ist mild und in hohem Maße vom Atlantik geprägt; Regen (ca. 850 mm/Jahr) fällt übers Jahr verteilt.

## Bevölkerungsentwicklung
| Jahr                       | 1800 | 1851 | 1901 | 1954 | 1999 | 2018 |
| Einwohner                  | 2340 | 2790 | 1998 | 1789 | 2656 | 3146 |
| Quellen: Cassini und INSEE |      |      |      |      |      |      |

Die Reblauskrise im Weinbau und der Verlust von Arbeitsplätzen durch die Mechanisierung der Landwirtschaft haben seit der zweiten Hälfte des 19. Jahrhunderts zu einem kontinuierlichen Bevölkerungsrückgang geführt, der sich jedoch seit den 1950er Jahren wieder umgekehrt hat.

## Wirtschaft und Infrastruktur
Die Bewohner der Gemeinde lebten jahrhundertelang als Selbstversorger von den Erträgen ihrer Felder und Gärten; daneben wurden auch Viehzucht und Weinbau betrieben. Im Ort selbst siedelten Handwerker, Kleinhändler und Dienstleister. Seit den 1960er Jahren werden einige der leerstehenden Häuser, aber auch Neubauten, als Ferienwohnungen (gîtes) genutzt. Die Gemeinde gehört seit dem Jahr 1990
zum Weinbaugebiet Côtes du Marmandais.

### Verkehr
Sainte-Bazeille liegt an der Bahnstrecke Bordeaux–Sète und wird im Regionalverkehr von einzelnen TER-Zügen bedient.

## Geschichte
Der wahrscheinlich in römischer bzw. gallorömischer Zeit gegründete Ort trägt den Namen von Bazilla, einer frühchristlichen Märtyrerin. Im frühen Mittelalter gab es Übergriffe der Westgoten, der Sarazenen und der Wikinger. Wahrscheinlich schon in dieser Zeit war der Ort von Wällen und hölzernen Palisaden umgeben. Während des Hundertjährigen Krieges (1337–1453) zwischen Frankreich und England wechselte der Ort mehrmals den Grundherren. Im 15. und 16. Jahrhundert gehörte er zur Grundherrschaft der Familie Albret, deren Besitz mit dem Machtantritt Heinrichs IV. (reg. 1589–1610) als König von Frankreich an die französische Krone fiel.

## Sehenswürdigkeiten
- Die einschiffige Kirche Sainte-Bazeille existierte wahrscheinlich schon im 6. oder 7. Jahrhundert und ist von einem alten, bereits in merowingischer Zeit genutzten, Friedhof umgeben; ihre im 11. oder 12. Jahrhundert erweiterten Mauern bestehen aus Bruchsteinen und Ziegelsteinen (brique et pierre) in antik-römischer Manier. Die ansonsten schmucklose Fassade wird von einem zweigeteilten Glockengiebel (clocher mur) überhöht. Der schlichte aber durchaus eindrucksvolle Bau ist seit dem Jahr 1983 als Monument historique anerkannt.[2]
- Die im Ortszentrum gelegene romanische Kirche Sainte-Madeleine erhielt im 15. Jahrhundert einen Glockenturm (clocher) mit steinernem Spitzhelm und ein Seitenschiff auf der Nordseite. Mit Ausnahme des Glockenturms wurde die alte Kirche Ende des 19. Jahrhunderts größtenteils niedergerissen und in den Folgejahren grundlegend umgestaltet; sie ist nunmehr der Gottesmutter Maria (Notre-Dame) geweiht. An beiden Portalen befindet sich die Parole der Revolutionszeit Liberté, Égalité, Fraternité. Der Bau wurde im Jahr 1983 in die Inventarliste der Monuments historiques aufgenommen.[3]
- Die Veranstaltungshalle (Salle des fêtes) wurde im Jahr 1930 erbaut; ihre Fassade zeigt Ornamente und Malereien im Art-déco-Stil.
- Ein im Privatbesitz befindliches Haus stammt wohl noch aus dem 16. Jahrhundert und wurde ebenfalls in die Inventarliste der Monuments historiques aufgenommen.[4]

## Persönlichkeiten
- Jean-Louis Martinet (1912–2010), Komponist